# Eva Gancedo
Eva Fernández-Gancedo Huercanos (Madrid, 9 de desembre de 1958), més coneguda com a Eva Gancedo, és una compositora espanyola especialitzada en bandes sonores de cinema, guanyadora d'un Goya a la millor música original i una Medalla del Cercle d'Escriptors Cinematogràfics a la millor música.
Va estudiar al Reial Conservatori Superior de Música de Madrid, després aconseguí una beca Fulbright al Berklee College of Music de Boston, on va obtenir el Premi Fi de Carrera magna cum laude. Després va estudiar el mètode Kodaly a la Universitat d'Esztergom, becada pel govern d'Hongria.
Va començar com a membre del grup Las Lunares amb les quals va actuar com a telonera de Manzanita, Niña Pastori o Manolo Tena. En una actuació va conèixer el director de cinema Ricardo Franco, qui la va convèncer per fer la banda sonora de la seva pel·lícula La buena estrella (1997), amb la que va obtenir el Goya a la millor música original i la Medalla del Cercle d'Escriptors Cinematogràfics a la millor música. El 2000 tornaria a obtenir una Medalla a la millor música per La reina Isabel en persona. Posteriorment ha treballat per bandes sonores de sèries de televisió com 7 vidas o Un lugar en el mundo.
La seva principal activitat, però, es troba a la docència. Ha estat professora d'harmonia, composició i orquestració a l'Escola Municipal de Música d'Alcobendas i professora de la facultat de formació de mestres de la Universitat Autònoma de Madrid.

## Filmografia
- La buena estrella (1997)
- Lágrimas negras (1998)
- Cascabel (2000)
- Gitano (2000)
- La reina Isabel en persona (2000)
- Siete vidas (2001)
- Arderás conmigo (2002)
- Un lugar en el mundo (2003)
- La noche de mi hermano (2005)
- La mirada de Ouka Lele (2009)